# Jan Uilenberg
Jan Jantinus Uilenberg (Zuidwolde, 10 maart 1881 – Paterswolde, 20 januari 1962) was een Nederlandse onderwijzer.
Uilenberg werkte van 1902 tot eind 1919 als onderwijzer in Den Haag, en vervolgens tot februari 1922 in Medemblik. Daarna keerde hij terug naar Drenthe waar hij hoofd van de ULO en OL-school in Smilde werd. Eind 1941 ging hij met vervroegd pensioen.
Zijn eerste pennenvrucht als schrijver stamt uit 1911 (Albrecht Beilinck in de stried tegen Jacoba van Beieren). Hij werd medewerker van het maandblad Drenthe en publiceerde bij uitgeverij Van Gorcum in Assen een dialectboek getiteld De olde Joager. Hierin stond ook het gedicht Mijn Drenthe, dat later als 'officieus' Drents volkslied ging functioneren..
Op 28 november 1942 opende de Nederlandsche Kultuurkamer haar Gewestelijk Bureau voor Groningen en Drenthe, onder leiding van de Groninger auteur Ger Griever. Uilenberg trad toe tot de Raad van Advies van dit Gewestelijk Bureau. In 1943 ontving Uilenberg van het nationaalsocialistische Departement van Volksvoorlichting en Kunsten (DVK) een prijs van f 1.000 (omgerekend naar de waarde in 2005 is dit: € 5.400) voor literaire prestaties die in 1942 de aandacht van de jury getrokken hadden. Hij werd onderscheiden in de categorie 'streeklectuur'. Uilenberg toonde zich gevoelig voor de aantrekkingskracht van de ideologie van de bezetter. Zo werd hij sympathiserend NSB-lid en trad hij op als lector bij het DVK. In die hoedanigheid fungeerde hij als censor, door manuscripten te voorzien van een ideologisch 'goedkeuringsstempel'. Ook heeft hij namens de Kultuurkamer getracht Drentse auteurs te bewegen toe te treden tot dit door de Duitse bezetter in het leven geroepen orgaan.
Uilenberg werd in 1946 door het Tribunaal te Assen veroordeeld tot internering (deze duurde tot 16 april 1947), een geldboete van f 10.000 en ontzetting uit het kiesrecht tot 1957. De Ereraad voor Letterkunde legde hem een publicatieverbod op tot 1 januari 1951.